# Tortellino dolce di Marianna
Il tortellino dolce di Marianna è un dolce tipico del territorio di Castel Goffredo, in provincia di Mantova, che ha acquisito nel 2018 lo stato di "De.C.O." (Denominazione comunale d'origine).

## Ricetta
Il ripieno è preparato con acqua, zucchero, cannella in polvere, chiodi di garofano, pinoli, cacao amaro, uva sultanina, biscotti secchi e marmellata di prugne e castagne. Di forma triangolare, viene avvolto nella pasta delle lattughe precedentemente preparata e quindi fritto nell'olio di mais bollente. Viene servito dopo essere stato spolverato di abbondante zucchero a velo.